# Nesocricos
Nesocricos is een geslacht van wantsen uit de familie van de Naucoridae (Zwemwantsen). Het geslacht werd voor het eerst wetenschappelijk beschreven door La Rivers in 1971.

## Soorten
Het genus bevat de volgende soorten:

- Nesocricos evops La Rivers, 1971
- Nesocricos ingging Sites in Sites & Suputa, 2008
- Nesocricos kukukuku D. Polhemus & J. Polhemus, 1985
- Nesocricos mion La Rivers, 1974
- Nesocricos montanus D. Polhemus & J. Polhemus, 1985